# Савченко, Филипп Андреевич
Савченко Филипп Андреевич (род. 20 ноября 1991, Екатеринбург, СССР) — российский хоккеист, нападающий. Воспитанник екатеринбургской школы хоккея. В настоящее время является клинского «Титана», выступающего в ВХЛ.

## Биография
Воспитанник екатеринбургской школы хоккея в 2007—2012 годах выступал за клубы Екатеринбурга. В первой лиге сыграл 67 игр, набрал 15+10 очков.
В МХЛ сыграл 133 игры, набрав 81+76 очков. В КХЛ за «Автомобилист» сыграл 48 игр, набрав 5+7 очков.
С 2012 по январь 2013 года был игроком клуба КХЛ «Барыс». Также играл за ХК «Снежные барсы», выступающего в МХЛ, и в составе «Барыс-2», выступающего в чемпионате Казахстана.
В январе 2013 года обоюдному согласию сторон ХК «Барыс» расторг контракт с нападающим. С начала сезона 2012-13 молодой игрок провел 12 матчей в составе «Барыса», сделав 3 результативные передачи. В 6 играх защищал цвета «Барыса-2», набрав 3 очка (1+2). А также 3 гола забил в составе «Снежных Барсов», где сыграл 2 матча.
31 января 2013 года подписал контракт с клубом «Автомобилист». 19 сентября 2013 года расторг контракт по обоюдному согласию.